# أبو زكريا التبريزي
الخطيب التِّبْرِيزي (421- 502 هـ / 1030- 1109 م)، لغوي عربي، من أهل تِبْرِيز. هو أبو زكريا يحيى بن علي بن محمد الشيباني التِّبْريزي وشهرته الخطيب التِّبريزي.

## سيرته
وُلد في تِبْريز (بكسر التاء، وسكون الباء) سنة 421هـ / 1030م وأخد عن أبي العلاء المعرِّي. نشأ ببغداد ورحل إلى بلاد الشام، ودخل مصر. ثم عاد إلى بغداد، فقام على خزانة الكتب في المدرسة النظامية إلى وفاته.

## آثاره
له آثار كثيرة اشتهر منها شرحه للمفضليات والمعلقات. وهذا ثبت لآثاره:
- «شرح ديوان الحماسة لأبي تمام»
- «تهذيب إصلاح المنطق لابن السكيت»
- «تهذيب الألفاظ لابن السكيت»
- «شرح سقط الزند للمعري»
- «شرح اختيارات المفضل الضبي»
- «الوافي في العروض والقوافي»
- «شرح القصائد العشر»
- «الملخص في إعراب القرآن»
- «شرح المشكل من ديوان أبي تمام»
- «شرح شعر المتنبي»
- «شرح اللمع لابن جني»
- «شرح المقصورة الدريدية» وهو شرح لمقصورة ابن دريد
- «شرح بانت سعاد»
- «مقاتل الفرسان»

## وفاته
توفي الخطيب التِّبريزي في الثامن والعشرين من جُمادى الأولى سنة 502هـ الموافق 4 يناير (كانون الثاني) سنة 1109م.